# Клер Паркінсон
Клер Паркінсон (Claire L. Parkinson; нар. 21 березня 1948, Лонг-Айленд) — американська кліматологиня, фахівчиня з морського льоду, а також в галузі аналізу супутникових даних і з глобального потепління. Доктор філософії (1977), співробітниця Центру космічних польотів імені Годдарда НАСА (від 1978 року, старша фелло від 2005 року), член Американського філософського товариства (2010), Національних Академії наук (2016) і Інженерної академії (2009) США.

## Життєпис
Від 1960 року у Вермонті. Закінчила з відзнакою коледж Веллслі (бакалавр математики, 1970), ступінь магістра (1974) і доктора філософії (1977) з географії/кліматології здобула в університеті штату Огайо. Від липня 1978 року - кліматологиня Центру космічних польотів Годдарда НАСА, від 2005 року - старша фелло. Від 1993 року також наукова співробітниця проєкту супутника Aqua, запущеного в травні 2002 року. Проводила польові дослідження як в Арктиці, так і в Антарктиці. Також займається історією і філософією науки.
Член Американської академії мистецтв і наук (2018). Фелло Американського метеорологічного товариства (2001) та Фі Бета Каппа (1997), Американської асоціації сприяння розвитку науки (2011), Американського геофізичного союзу (2016).
Авторка книги Coming Climate Crisis? Consider the Past, Beware the Big Fix (2010).

## Нагороди та відзнаки
- Медаль НАСА «За виняткові заслуги»[ru] (2001)
- Медаль НАСА «За видатне лідерство»[en] (2003)
- Richard P. Goldthwait Polar Medal (2004)
- Медаль НАСА «За виняткові досягнення»[прояснити] (2008)
- Remote Sensing Prize Американського метеорологічного товариства (2011)
- William Nordberg Memorial Award Центру космічних польотів Годдарда НАСА (2015)
- Медаль Роджера Ревелла Американського геофізичного союзу (2020)
- Samuel J. Heyman Service to America Medal[en] (2020)[11]